# Hosenbiene

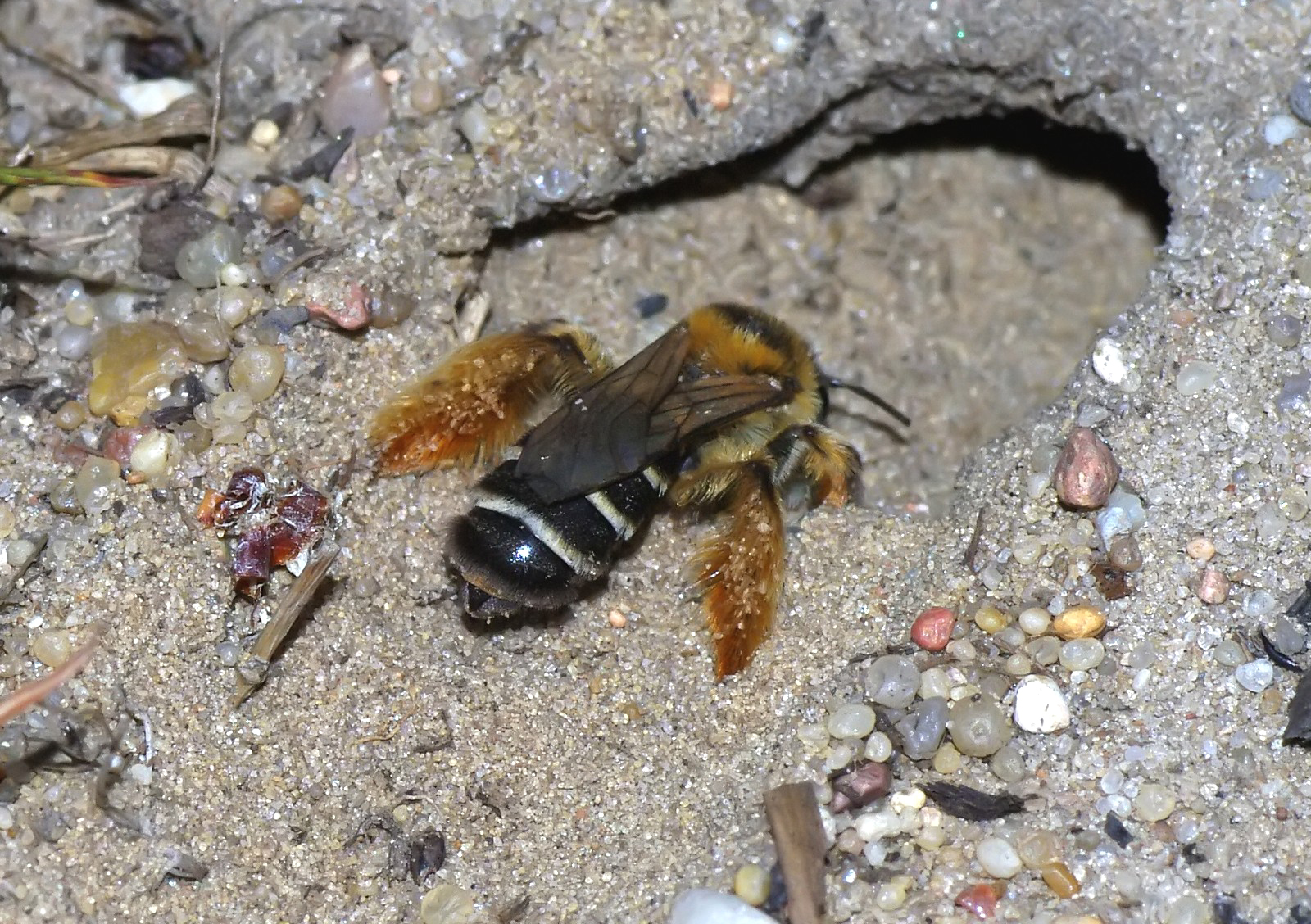
Weibchen beim Graben eines Nests

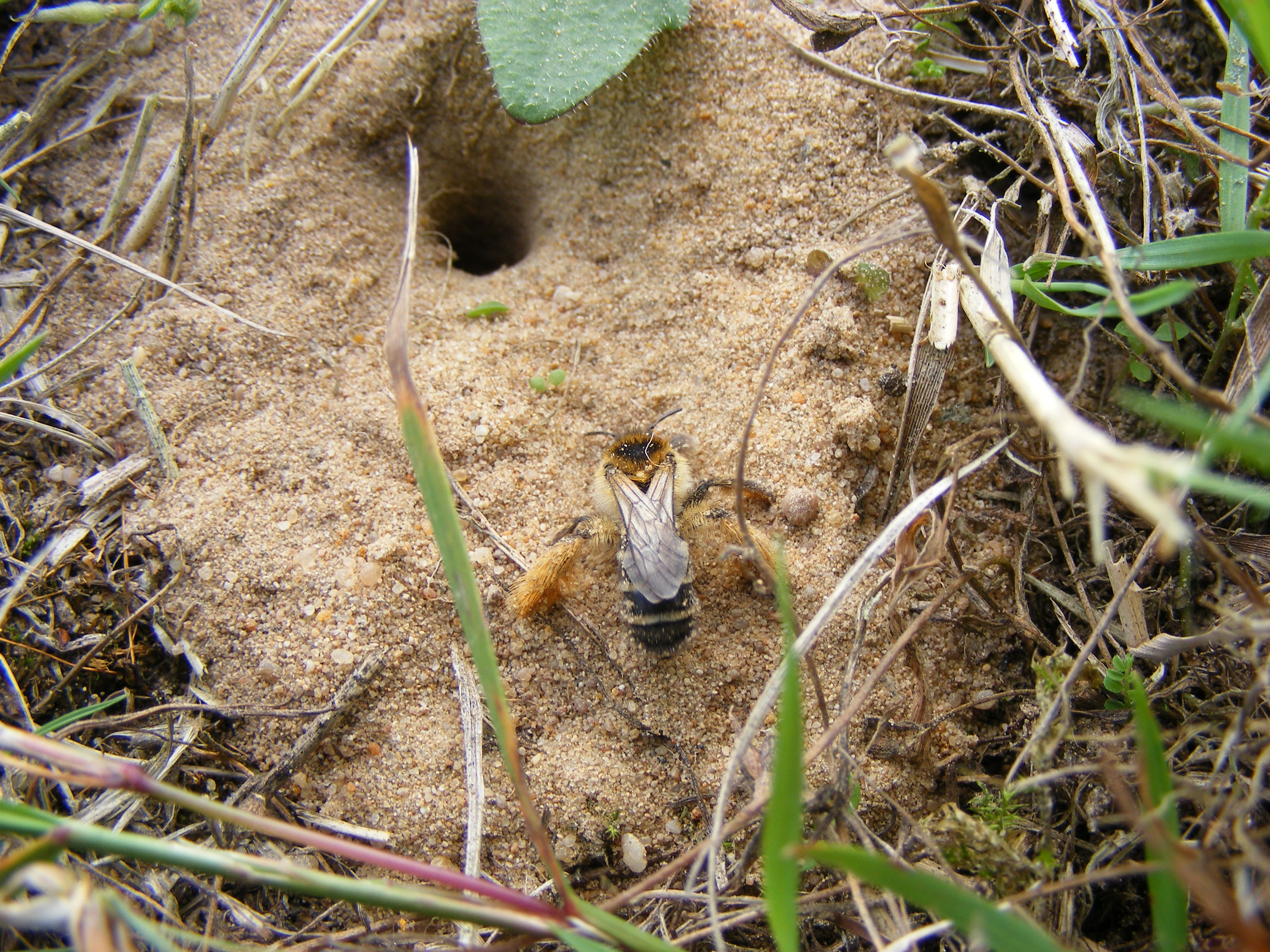
Hosenbiene vor dem Nesteingang

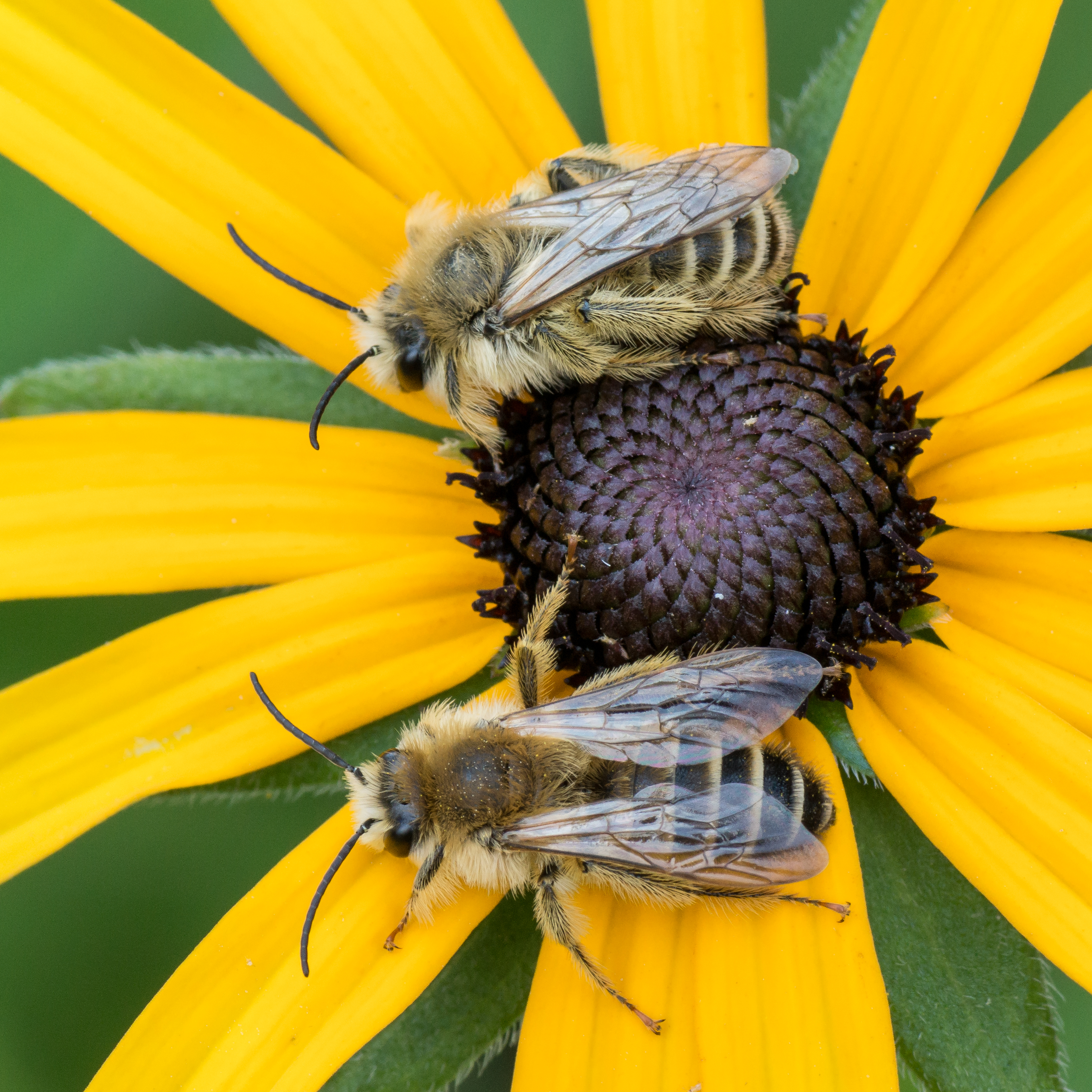
2 ruhende Männchen

Die Hosenbiene (Dasypoda hirtipes) ist eine Biene aus der Gattung der Hosenbienen (Dasypoda) innerhalb der Familie der Melittidae.

## Merkmale
Die Bienen erreichen eine Körperlänge von 12 bis 15 Millimetern. Die Weibchen sind durch ihre charakteristischen, sehr langen Haarbürsten an den Hinterbeinen, die schwarzbraunen Endfransen sowie die weißen Randbinden auf den Tergiten der zweiten bis vierten Hinterleibssegmente leicht zu erkennen. Sie sind zudem am Kopf und Thorax gelbbraun behaart und haben am Mesonotum einen deutlich verdunkelten Bereich. Männchen haben einen komplett lang, struppig, gelbbraun und weißlich behaarten Körper und lange, dünne Beine. Man kann die Hosenbiene von ähnlichen Arten auch durch ihre Spezialisierung auf Korbblütler unterscheiden. Die ähnlichen, verwandten Arten sammeln an Kardengewächsen.

## Vorkommen
Die Art ist in Süd- und Mitteleuropa, nördlich bis 63° nördliche Breite verbreitet und kommt auch in England vor. Sie ist vor allem im nördlichen Mitteleuropa weit verbreitet und häufig, im Süden Mitteleuropas ist sie seltener. Sie besiedelt Sandgebiete, wie Sandgruben, sandige Hochwasser- und Bahndämme, sandige Wegränder, Binnendünen, Böschungen mit lockerem Löß, oder Flugsandfelder, aber auch Sandfugen zwischen Bodenplatten. Die Bienen fliegen in Mitteleuropa in einer Generation pro Jahr. Weibchen treten etwa ab Mitte Juni, Männchen ab Mitte Juli bis September auf. In der Schweiz wird sie in der Roten Liste gefährdeter Arten als gefährdet (Kategorie 3) geführt, in Deutschland scheint sie insgesamt nicht gefährdet, ist es jedoch in einzelnen Regionen im Südwesten, wie etwa in Baden-Württemberg und Bayern.

## Lebensweise
Die Weibchen legen ihre Nester im Sand oder lockerer Erde an. Man findet die Nester gruppiert in kleinen bis großen Ansammlungen. Die Weibchen graben einen 20 bis 60 Zentimeter tiefen, anfangs schrägen, später senkrecht nach unten führenden Gang. Von diesem werden auf mehreren Ebenen in verschiedene Richtungen viele runde Brutzellen angelegt. Pro Tag wird eine Zelle angefertigt und mit sechs bis zehn Sammelflügen in etwa vier Stunden verproviantiert. Wenn eine Zelle am selben Tag nicht fertiggestellt werden kann, wird sie aufgegeben. Die Art ist beim Sammeln von Nektar und Pollen auf Korbblütler spezialisiert und sammelt besonders an Gattungen der Unterfamilie Cichorioideae, seltener auch an Flockenblumen und Vertretern der Cynareae. An Arten der Asteroideae wird jedoch nicht gesammelt. Der Pollen wird trocken in 38 bis 43 Milligramm schweren, lockeren Haufen angehäuft und erst später mit Nektar vermengt und zu 230 bis 350 Milligramm schweren Ballen vermischt. An diesen Ballen werden unten drei Füßchen angebracht, die vermutlich der längeren Haltbarkeit dienen. Die Eiablage erfolgt oben auf dem Ballen, anschließend wird die Zelle mit Erde verschlossen. Pro Flug können durch die namensgebenden Haarbürsten auf den Hinterbeinen mehr als 40 Milligramm Pollen transportiert werden. Die Bienen überwintern als Ruhelarven. Kuckucksbienen der Art sind nicht bekannt, jedoch parasitiert Miltogramma oestraceum aus der Familie der Fleischfliegen die Hosenbiene.

## Synonyme
- Dasypoda plumipes (Panzer, 1797)
- Dasypoda altercator (Harris, 1776)

Der ältere Name Dasypoda altercator wird von den meisten Hymenopterologen als Nomen dubium betrachtet, da Harris’ Beschreibung nicht ausreichend exakt ist, um die Art sicher zu erkennen und auch die Herkunft des beschriebenen Tieres zweifelhaft bleibt.

## Belege